# Llei de Reforma de l'estat
La Llei 23.696, coneguda comunament com la Llei de Reforma de l'Estat, va ser una llei sancionada el 17 d'agost de 1989 a l'Argentina, durant el govern de Carlos Menem. Autoritzava al President a procedir amb la privatització d'un gran nombre d'empreses estatals i de la fusió i dissolució de diversos ens públics.
La iniciativa va ser impulsada per l'oficialista Partit Justicialista, també conegut com a Peronista, i els seus aliats, entre ells la Ucedé, que van donar suport en gran manera la seva aplicació pel govern menemista. Álvaro Alsogaray sostenia en aquells temps que «Empetitir l'Estat és engrandir la Nació».
Roberto Dromi justificava la necessitat de la llei de la següent manera:
| « | Les privatitzacions tenien diversos objectius. Un era obtenir recursos per pal·liar el dèficit fiscal i poder equilibrar el pressupost de l'Estat, perquè amb això era possible un mecanisme de convertibilitat. Un altre era donar eficiència als serveis públics, requerint als inversors una millor prestació que la que brindava l'Estat. Un altre era plantejar-li als inversors compromisos importants d'inversió, i això es pot veure en gairebé totes les privatitzacions dels serveis públics. | » |